# Azpilgoeta
Azpilgoeta es una entidad de población española del municipio de Mendaro, perteneciente a la provincia de Guipúzcoa, en la comunidad autónoma del País Vasco. 

## Historia
Hacia finales del siglo XIX, el lugar, por entonces perteneciente a Motrico, tenía contabilizada una población de alrededor de setenta habitantes. Aparece descrito en el primer volumen del Diccionario geográfico, estadístico, histórico, biográfico, postal, municipal, marítimo y eclesiástico de España y sus posesiones de ultramar de Pablo Riera y Sans con las siguientes palabras:

AZPILGOETA DE MENDARO.—B. agreg. al ayunt. de Motrico, del que dista 8'3 k. Cuenta sobre unos 70 hab. y 17 edif. — Org. civ. Corresponde á la prov. de Guipúzcoa, y pertenece al dist. 19º de su part. jud. para las elecciones de diputados provinciales y al dist. de Vergara para las de Córtes.—Org. mil. C. G. de las Provincias Vascongadas y C. M. de Guipúzcoa.—Org. ecle. Dióc. de Vitoria.—Org. jud. Forma parte del part. jud. de Vergara y está bajo la jurisdiccion de la aud. territ. de Pamplona.—Org. econ. Para el pago de contr. depende, con su municipio, de la admon. econ. de San Sebastian.—S. púb. Despacha la corr. por cn. de San Sebastian á Deva y car. de Motrico. — Ob. púb. y med. de com. Verifica sus transportes por los caminos de que dispone su ayunt.—Art., of. ind. Su ind. es la agrícola.—Pob. La forman un pequeño grupo de casas, de construccion inferior, que, por regla general, miden poca altura y cuentan insignificantes comodidades.—Sit. geog. y top. Enclavado en el radio municipal del ayunt. de que forma parte, sus límites y demas pueden verse en el artículo de su referencia.
(Riera y Sans, 1881, pp. 979-980)

En la actualidad, pertenece al municipio de Mendaro. En 2022, la entidad singular de población tenía empadronados 433 habitantes y el núcleo de población, 417.